# ガルシャースプ

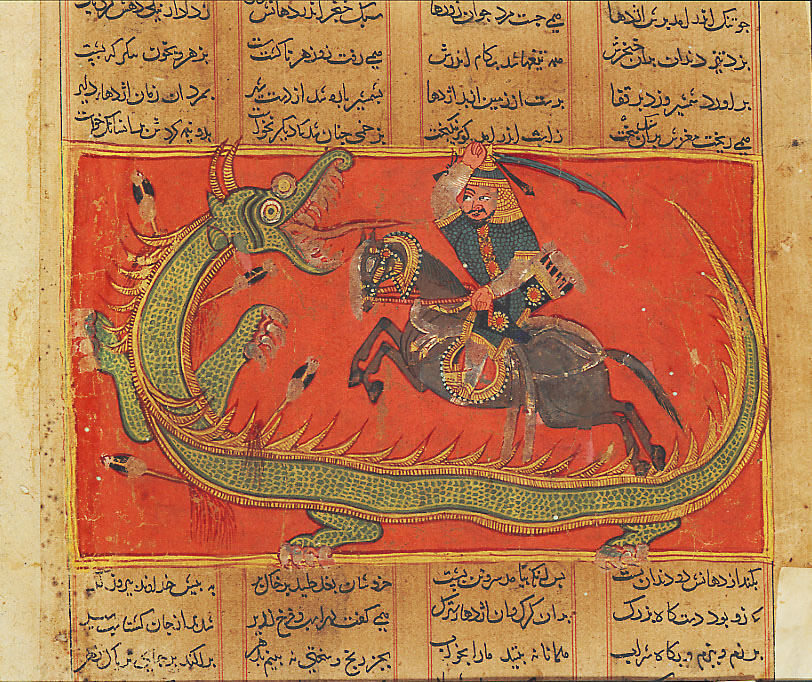
15th-century Shahnameh illustration of Garshasp fighting the dragon Azi-Sruwar

ガルシャースプはゾロアスター教神話の大英雄。たくましい巻き毛の男で、鎚矛を持っている。英雄ロスタムの祖先とする説もある。兄を殺した悪魔ヒタースパ、怪物ガンダルワ、巨鳥カマクなどを退治し、のちにイランの王となったとされる。彼は世界の終末の時に復活し、最終戦争に現れる悪竜アジ・ダハーカを打ち殺すと言われている。彼はペルシア最大の英雄の一人である。